# Strafrecht (Österreich)
Das österreichische Strafrecht beschäftigt sich im weitesten Sinn mit allen rechtlichen Themen, welche die besondere Rechtsfolge Strafe fokussieren.

## Einteilung
Es wird zwischen Justizstrafrecht und Verwaltungsstrafrecht unterschieden. Um welches Strafrecht es sich handelt, erkennt man daran, ob eine Verwaltungsbehörde oder ein Gericht die Strafe verhängt.

### Justizstrafrecht
Im Justizstrafrecht (Kriminalstrafrecht, nur Strafrecht, Strafrecht im engeren Sinn) verhängt ein Gericht die Strafe. Es geht hier überwiegend um die Bestrafung aufgrund schwerster Straftaten, wie Mord, Körperverletzung, Diebstahl, Betrug etc.
Im Justizstrafrecht entscheidet ein Richter aufgrund einer Anklage eines Staatsanwaltes oder einer Privatperson (Anklageprozess).

### Verwaltungsstrafrecht
Im Verwaltungsstrafrecht verhängt eine Verwaltungsbehörde die Strafe. Es handelt sich meistens um Taten mit minderer Sozialschädlichkeit, wie z. B.: Geschwindigkeitsüberschreitung, Lärmbelästigung. Die Verwaltungsbehörde ist gleichzeitig Richter und Ankläger (Inquisitionsprozess) und darf auch Freiheitsstrafen verhängen. Dies ist verfassungsrechtlich (grundrechtlich) problematisch, siehe Europäische Menschenrechtskonvention. Unter dem Verwaltungsstrafrecht kann noch weiter unterschieden werden zwischen allgemeinem Verwaltungsstrafrecht, Finanzstrafrecht und Disziplinarrecht.